# Хитозан
Хитоза́н — аминополисахарид, состоящий из β-(1→4)-связанных остатков D-глюкозамина, а также N-ацетил-D-глюкозамина. Как правило, хитозан выделяют из хитина, входящего в состав панцирей ракообразных, но может быть также выделен из хитина иного происхождения (хитин из грибов, моллюсков, насекомые и другие).
Хитозан имеет ряд коммерческих и биомедицинских применений. Его используют в сельском хозяйстве в качестве средства для обработки семян и биопестицида, помогая растениям бороться с грибковыми инфекциями. В виноделии его можно использовать в качестве осветляющего средства, что также помогает предотвратить порчу. В промышленности его можно использовать в качестве самовосстанавливающегося полиуретанового лакокрасочного покрытия. В медицине хитозан используют в повязках для уменьшения кровотечения и как антибактериальное средство; его также можно использовать для трансдермальной доставки лекарств.

## Получение и свойства

Схема получения хитозана из хитина с помощью деацетилирования

Хитозан производится в промышленных масштабах путём деацетилирования хитина, который является структурным элементом экзоскелета ракообразных (таких как крабы и креветки), а также клеточных стенок грибов. Степень деацетилирования можно определить методом ЯМР-спектроскопии. В коммерческих продуктах на основе хитозана степень деацетилирования колеблется от 60 до 100 %. Обычно молекулярная масса хитозана в таком случае составляет от 3,8 до 20,0 кДа.
Наиболее распространённым методом деацетилирования хитина является гидролиз с использованием избытка гидроксида натрия в водной среде.
Аминогруппы в хитозане имеют значение pKb около 6,5, что приводит к значительному протонированию аминогрупп в нейтральной и кислой средах. Сильная ионизация делает хитозан водорастворимым полиэлектролитом, который благодаря положительно заряженной поверхности легко подвергается адгезии к биологическим тканям, поскольку большинство из них обладают отрицательным поверхностным зарядом.
Свободные аминогруппы в цепях хитозана могут образовывать сшитые полимерные сети с дикарбоновыми кислотами для улучшения механических свойств хитозана. Хитозан усиливает транспорт полярных лекарств через эпителиальные поверхности, является биосовместимым и биоразлагаемым.
По своей химической структуре хитозан относится к полисахаридам, мономером полностью деацетилированного хитозана является D-глюкопиранозамин.
Хитозан также довольно хорошо растворяется в растворах соляной и уксусной кислот. В растворах органических дву- и трикарбоновых кислот, например лимонной, щавелевой и янтарной, не растворяется, поскольку данные кислоты образуют межмолекулярные ионные «сшивки» между аминогрупами соседних цепей хитозана.
Из-за эффекта молекулярного сита и гидрофобных взаимодействий, хитозан может связывать предельные углеводороды, жиры и жирорастворимые соединения.
Хитозан разрушается под действием микробных ферментов, таких как хитиназы и хитобиазы. Благодаря данному свойству хитозан не загрязняет окружающую среду.

## Применение

### В сельском хозяйстве
Использование хитозана в сельском хозяйстве и садоводстве, в первую очередь для защиты растений и повышения урожайности, основано на том, что данный полимер воздействует на плазматическую мембрану и ядерный хроматин клеток растений, что повышает способность растений защищаться от грибковых инфекций. Это вызвано тем, что хитозан вызывает естественную защитную реакцию внутри растения, чтобы противостоять насекомым, патогенам и болезням, передающимся через почву, поскольку он структурно схож с покровами и мембранами данных вредителей. Всё это способствует и усиливает рост растений, стимулирует поглощение питательных веществ, увеличивает всхожесть и прорастание, а также повышает жизнеспособность растений. При использовании в качестве средства для обработки семян хлопка, кукурузы, семенного картофеля, сои, сахарной свёклы, томатов, пшеницы и многих других семян он вызывает иммунную реакцию в развивающихся корнях, которая приводит к уничтожению паразитических нематод. Применение хитозана в сельском хозяйстве может снизить нагрузку на окружающую среду из-за засухи и нехватки почвы, повысить жизнеспособность семян, улучшить качество насаждений, повысить урожайность и уменьшить гниение овощей и фруктов.

### Медицина
Для хитозана характерны мукоадгезивные свойства, то есть способность к прилипанию к слизистым оболочкам. Данные свойства хитозана активно используются для создания лекарственных форм, поступающих в организм через слизистые оболочки. Хитозан и его производные с успехом используются для доставки лекарств через нос, слизистые мембраны глаз, а также ротовую полость.
Благодаря своей катионной природе, хитозан способен образовывать нерастворимые полиэлектролитные комплексы с анионными полимерами. Эта способность используется в технологиях капсулирования. Показано успешное применение хитозана в качестве покрытий капсул из альгината, содержащих живые бактерии — пробиотики. Такие покрытия позволяют доставлять бактерии в кишечник и защищают их от пагубного действия кислой среды желудка.
Хитозан вызывает интерес исследователей из-за большого разнообразия антибактериальной активности, а также из-за того, что является нетоксичным, наиболее биосовместимым и биоразлагаемым полимерным веществом. Антибактериальные биополимерные плёнки на основе хитозана и различных натуральных продуктов (имбирь, куркумин и корица), которые, как было доказано в исследованиях in vitro, подавляют рост бактерий.

### Хроматография
Также имеются сообщения об использовании хитозана в качестве матрицы-носителя аффинной хроматографии.

### На английском языке
- Jamie Fritch, Revolutionizing Weight Loss?
- The Chitosanase Web Page — dedicated to the enzymatic hydrolysis of chitosan.
- ScienCentral News «But now, scientists have created a bandage that is actually able to clot a bullet wound in less than a minute. The bandages are laced with a mixture of ground shrimp shells and vinegar, a concoction that has been found to clot blood instantly. The key ingredient in the shrimp shells is called chitosan.»
- A Critical look on Chitosan A critical look on the claims how chitosan can be used for weight management